# Касл (ТВ серија)
Касл (енгл. Castle) је америчка криминалистичка серија. Аутор серије је Ендру Марлоу. Главни лик је Ричард Касл (Нејтан Фиљион), успешни писац криминалистичких романа који прати рад њујоршке полицијске детективке Кејт Бекет (Стана Катић) којој помаже у решавању убиства, а она му заузврат служи као инспирација у писању романа.
Серија је премијерно приказана 9. марта 2009. године на каналу Еј-Би-Си. До сада је снимљено осам сезона. Приказивање осме и последње сезоне је завршено.

## Радња
Ричард Касл познати њујоршки писац је позван у њујоршку полицију на испитивање, јер се убиство десило на основу његовог романа. Он се веома заинтересовао за криминал и убиства, и користи своју везу код градоначелника да прати детективку Бекетову у решавању убиства. Касл одлучује да искористи Бекет као модел за Ники Хит, главног лика његове нове књиге. Кејт Бекет, страствени читалац његових књига, у почетку не одобрава да је он прати у решавању случајева, али ће се то касније променити и постаће добар тим.

## Ликови
- Списак ликова серије "Касл"

### Главни
- Нејтан Филион као Ричард Касл, писац бестселер крими романа који прати и помаже полицији. Муж Кејт Бекет.
- Стана Катић као Кејт Бекет-Касл, детективка која је унапређена у капетана у 8. сезони. Жена Ричарда Касла.
- Сузан Саливан као Марта Роџерс, Каслова мајка и Бекетина свекрва. Глумица ту и тамо на Бродвеју
- Монет Мезур као Ђина Кауел (Сезона 1), Каслов издавач и друга бивша жена.
- Рубен Сантијаго-Хадсон као Рој Монтгомери (Сезоне 1-3), капетан полиције. Убијен
- Моли Квин као Алексис Касл, Каслова ћерка и Бекетина пасторка.
- Џон Хуертас као Хавијер Еспозито, бивши војник специјалних снага, сада детектив у Бекетином тиму. Унапређен у наредника у 8. сезони.
- Тамала Џоунс као др. Лејни Периш, мртвозорник и Бекетина другарица.
- Шејмус Девер као Кевин Рајан, бивши детектив Одељења за наркотике, сада део Бекетиног тима
- Пени Џонсон Џералд као Викторија Гејтс (Сезон 4-7), замена капетана Монтгомерија, бивши капетан у Бироу за унутрашњу контролу. Од 8. сезоне заменик начелника.
- Токс Олагондује као Хејли Шиптон (Сезона 8), бивша британска детективка, сада специјалиста за обезбеђење

### Епизодни
- Ари Грос као др. Сидни Перлматер (Сезоне 2-8), мртвозорник који помаже Бекетовој на случају у Лејнином одсуству. Мало му се не свиђа Касл.
- Санкриш Бала као Викрам Син (Сезона 8), компјутерски специјалиста у полицији.

| Глумац                 | Лик              | Циклуси | Циклуси  | Циклуси  | Циклуси | Циклуси | Циклуси  | Циклуси | Циклуси |
| Глумац                 | Лик              | 1       | 2        | 3        | 4       | 5       | 6        | 7       | 8       |
| ---------------------- | ---------------- | ------- | -------- | -------- | ------- | ------- | -------- | ------- | ------- |
| Нејтан Фиљион          | Ричард Касл      | Главни  | Главни   | Главни   | Главни  | Главни  | Главни   | Главни  | Главни  |
| Стана Катић            | Кејт Бекет       | Главни  | Главни   | Главни   | Главни  | Главни  | Главни   | Главни  | Главни  |
| Сузан Саливан          | Марта Роџерс     | Главни  | Главни   | Главни   | Главни  | Главни  | Главни   | Главни  | Главни  |
| Монет Мезур            | Ђина Кауел       | Главни  | Епизодни | Епизодни |         |         |          |         |         |
| Рубен Сантијаго-Хадсон | Рој Монтгомери   | Главни  | Главни   | Главни   |         |         | Епизодни |         |         |
| Моли Квин              | Алексис Касл     | Главни  | Главни   | Главни   | Главни  | Главни  | Главни   | Главни  | Главни  |
| Џон Хуертас            | Хавијер Еспозито | Главни  | Главни   | Главни   | Главни  | Главни  | Главни   | Главни  | Главни  |
| Тамала Џоунс           | др. Лејни Периш  | Главни  | Главни   | Главни   | Главни  | Главни  | Главни   | Главни  | Главни  |
| Шејмус Девер           | Кевин Рајан      | Главни  | Главни   | Главни   | Главни  | Главни  | Главни   | Главни  | Главни  |
| Пени Џонсон Џералд     | Викторија Гејтс  |         |          |          | Главни  | Главни  | Главни   | Главни  |         |
| Токс Олагондује        | Хејли Шиптон     |         |          |          |         |         |          |         | Главни  |

## Епизоде
- Списак епизода серије "Касл"

| Сезона | Сезона | Епизоде | Емитовање           | Емитовање      |
| Сезона | Сезона | Епизоде | Почетак емитовања   | Kрај емитовања |
| ------ | ------ | ------- | ------------------- | -------------- |
|        | 1      | 10      | 9. март 2009.       | 11. мај 2009.  |
|        | 2      | 24      | 21. септембар 2009. | 17. мај 2010.  |
|        | 3      | 24      | 20. септембар 2010. | 16. мај 2011.  |
|        | 4      | 23      | 19. септембар 2011. | 7. мај 2012.   |
|        | 5      | 24      | 24. септембар 2012. | 13. мај 2013.  |
|        | 6      | 23      | 23. септембар 2013. | 12. мај 2014.  |
|        | 7      | 23      | 29. септембар 2014. | 11. мај 2015.  |
|        | 8      | 22      | 21. септембар 2015. | 16. мај 2016.  |